# Utah Test and Training Range

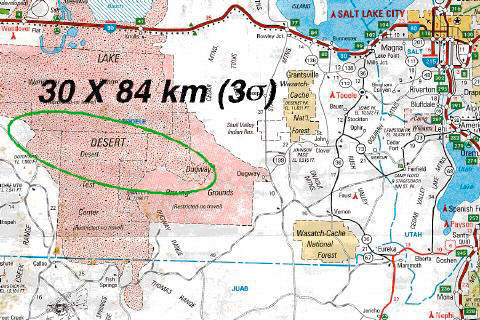
Le site de l'Utah Test & Training Range et l'ellipse d'atterrissage de la capsule spatiale de Stardust.

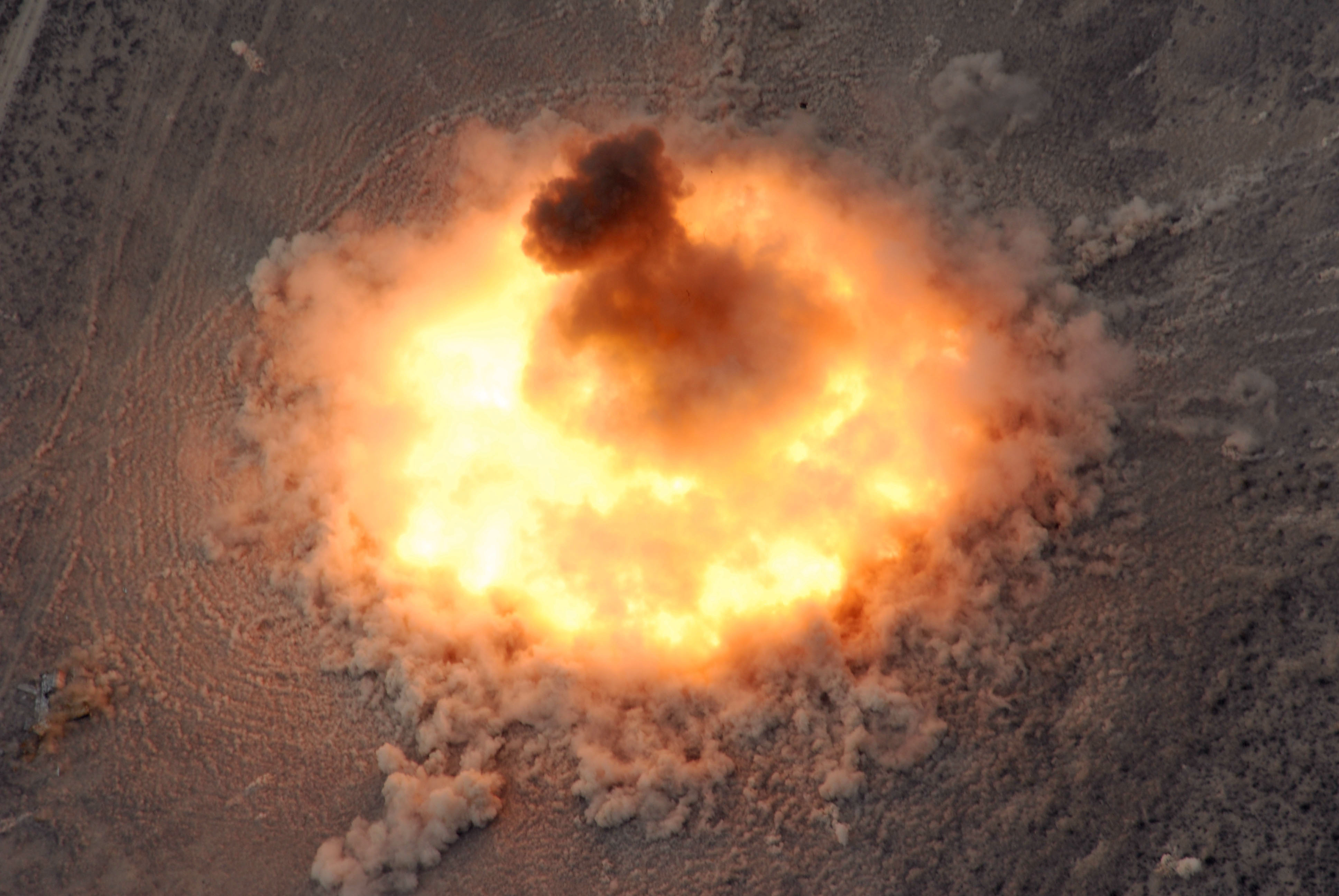
Explosion de la dernière BLU-82 sur le Utah Test and Training Range le 15 juillet 2008.

L'Utah Test & Training Range ou UTTR est un polygone  utilisé pour les évaluations et les tests d'armes de l'armée américaine nécessitant des zones sécurisées de grande surface qui est situé dans les États de l'Utah et du Nevada  à 130 km à l'ouest de Salt Lake City aux États-Unis. On y effectue des tests de missiles de croisière, et les chasseurs et bombardiers s’entraînent aux combats air-air et air-sol. Cet établissement militaire qui  dispose d'une zone aérienne réservée de 20 236 km² est rattaché au département de la Défense des États-Unis. Le site a été créé en 1940. L'UTTR a également été utilisé comme zone d'atterrissage pour la capsule contenant les échantillons de comète de la sonde spatiale Stardust en 2006 et pour la récupération de la capsule contenant des échantillons de l'astéroïde Bénou de la mission OSIRIS-REx en 2023.

### Sites externes
- (en) Site officiel